# رود دائوگاوا
رودخانه دائوگاوا (در لاتویا) یا دوینا غربی (به روسی: Западная Двина́) (بلاروسی:Заходняя Дзвіна) (آلمانی:Düna) رو به افزایش در تپه Valdai روسیه است. جریان این رود از روسیه، بلاروس و لتونی می‌گذرد و در انتها به خلیج ریگا می‌ریزد. طول کل این رودخانه ۱۰۲۰ کیلومتر (۶۳۰ مایل) است: ۳۲۵ کیلومتر از آن در فدراسیون روسیه، ۳۳۸ کیلومتر از آن در بلاروس و ۳۵۲ کیلومتر از آن در لتونی جریان دارد. این رودخانه در سده نوزدهم میلادی توسط کانال به رودخانه‌های برزینا و دنیپر متصل شده‌بود (کانال مذکور در حال حاضر عملکردی ندارد). رود دائوگاوا بخشی از مرز بین‌المللی میان لتونی و بلاروس را تشکیل می‌دهد. سه نیروگاه برق آبی در مسیر رودخانه دائوگاوا احداث شده‌است. مساحت حوضه این رودخانه ۸۷۹۰۰ کیلومتر مربع است.

## ریشه لغت
نام لتونی برای رودخانه «دائوگاوا» از واژه بالتیک باستان به معنای «آب بزرگ»(daudz ūdens) سرچشمه گرفته‌است. نام دائوگاوا به زبان‌های دیگر: Dyna – Двина – Дзьвіна – Dźwina -Düna – Dvina است که نشأت گرفته از نام زبان‌های فین‌واوگری(Vīna-Väinä)، برای سفر به دریا. این نام در وایکینگ ساگاز و کرونیکل از نستوز ذکر شده‌است.

## انشعاب‌های اصلی
- Aiviekste
- Pałata
- Kasplya
- رودخانه میژا
- Dysna
- Pērse

## نگارخانه

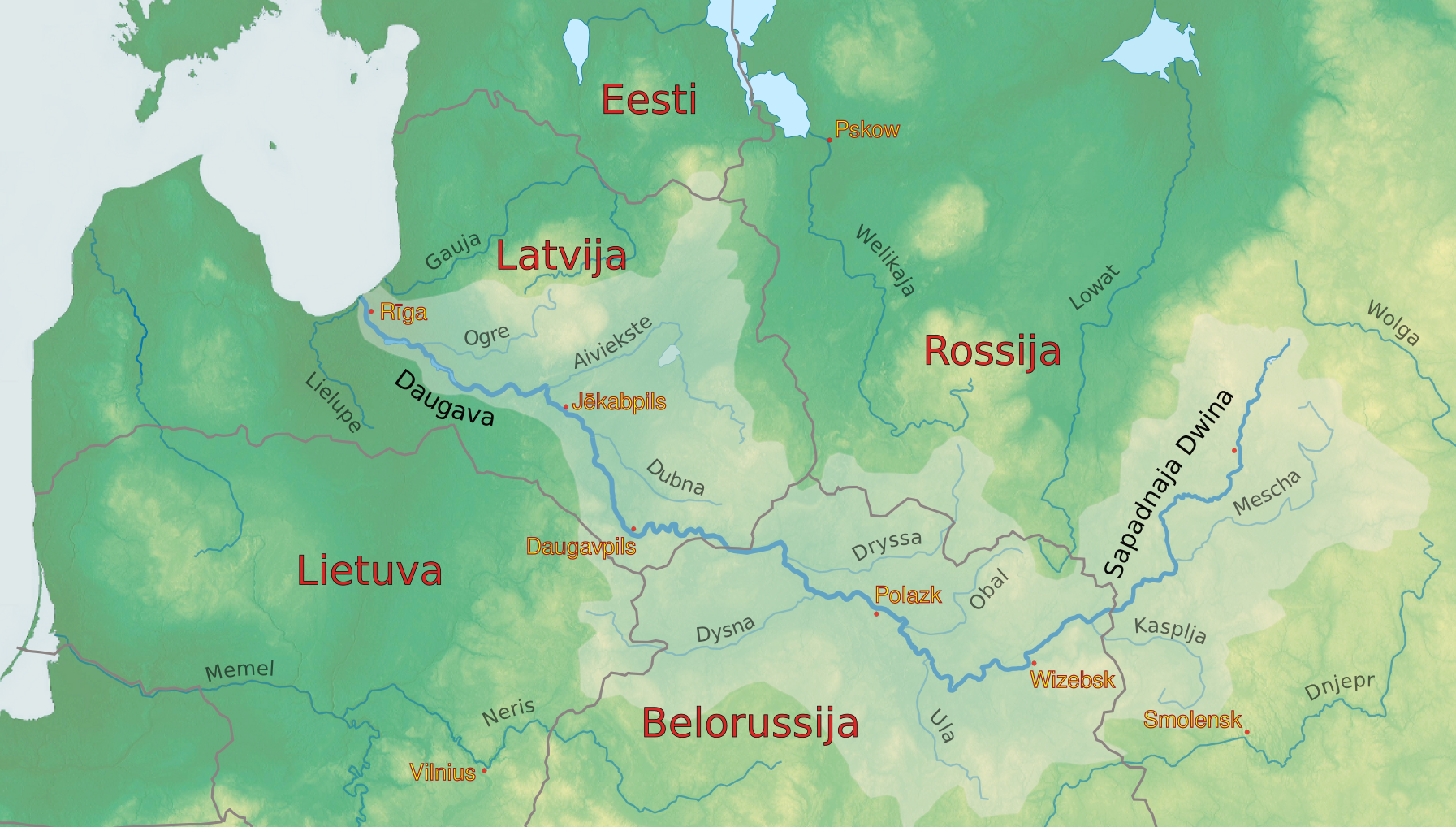
حوضه زهکشی از دائوگاوا
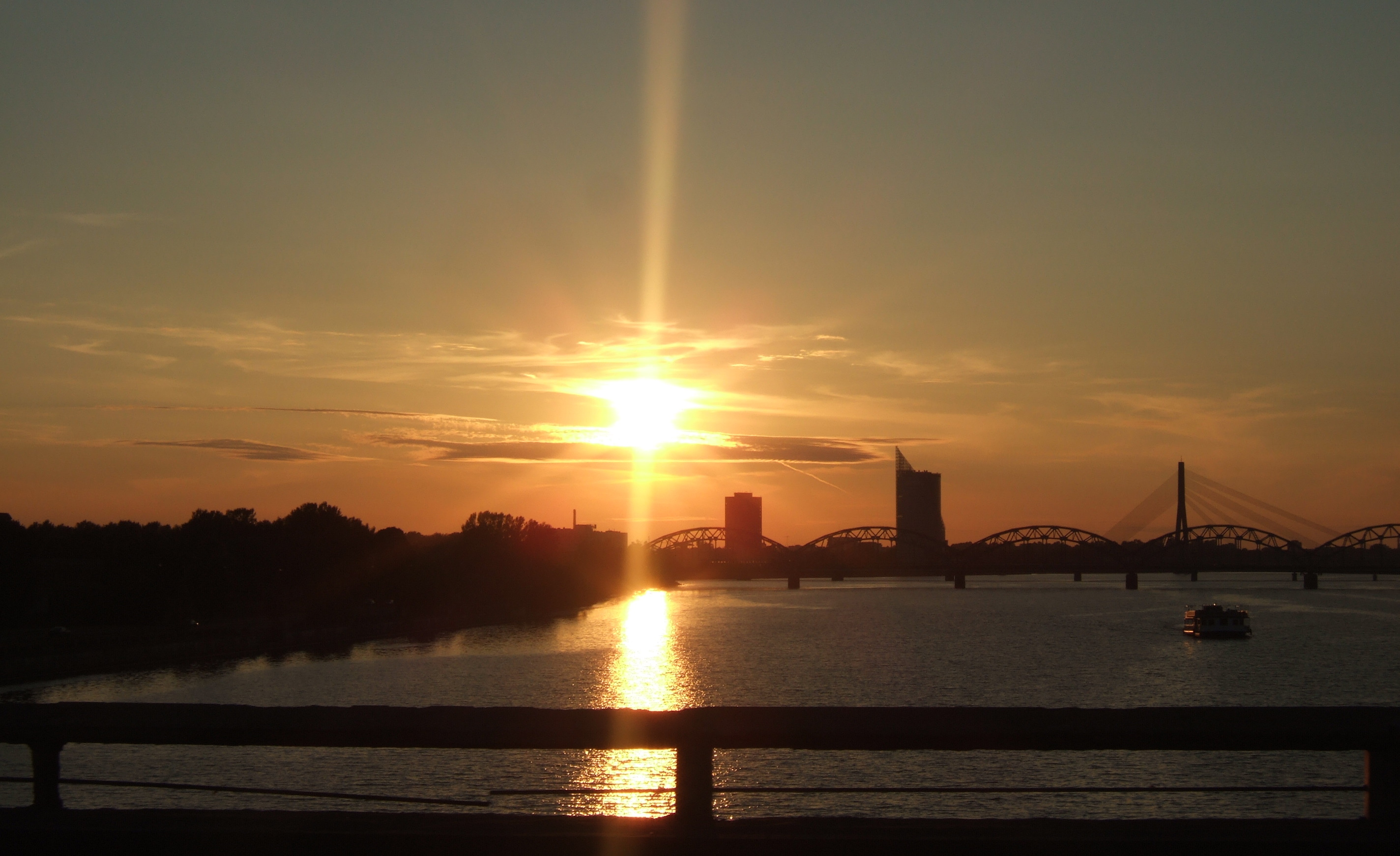
غروب دائوگاوا در ریگا
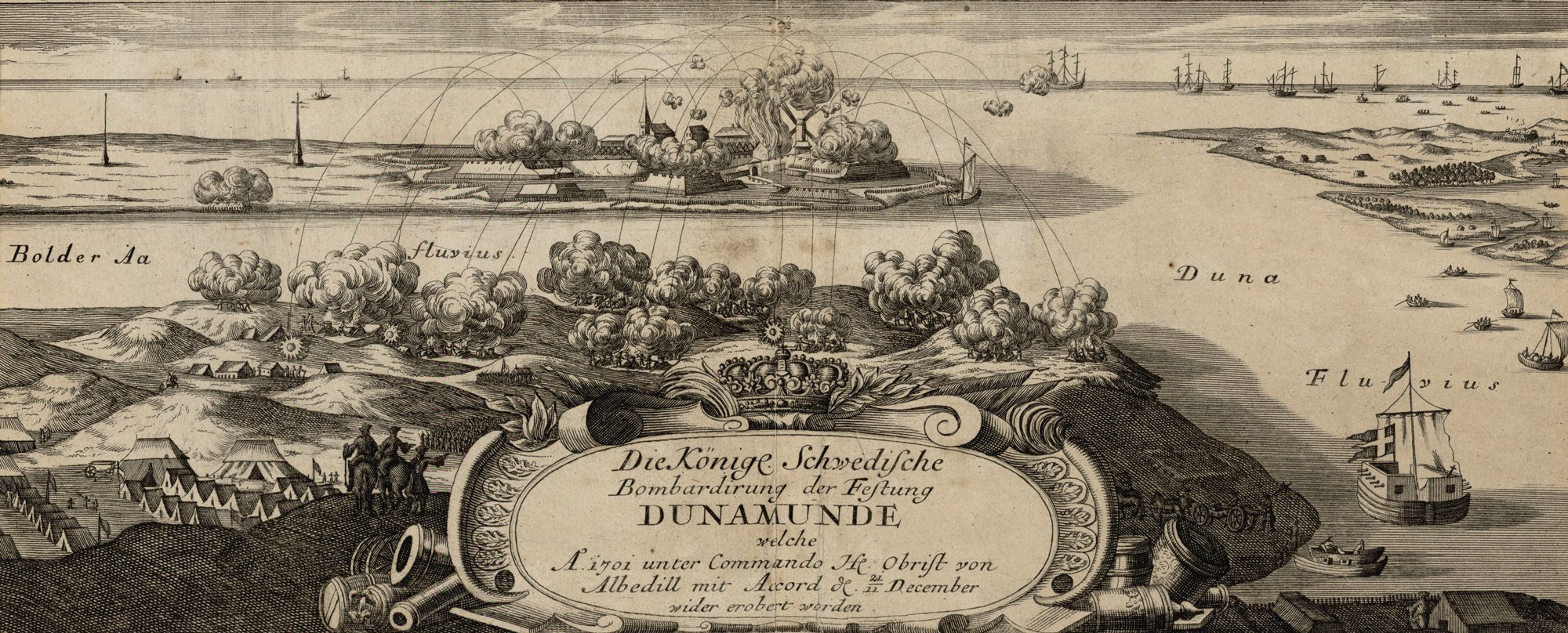
ارتش سوئد بمباران قلعه واقع در منطقه اطراف دائوگاوا در ریگا